# Flinders River
Der Flinders River ist ein Fluss im Norden des australischen Bundesstaates Queensland.

## Geografie

### Flusslauf
Der Fluss entspringt bei der Siedlung Reedy Springs, südlich der Burra Range, die Teil der Great Dividing Range ist. Er fließt zunächst nach Süden und biegt dann östlich von Hughenden nach Westen ab. Durch Richmond setzt er dann seinen Lauf parallel zum Flinders Highway fort, um östlich von Julia Creek nach Nordwesten abzubiegen. Er verläuft parallel zur Wills Developmental Road und dann parallel zur Burke Developmental Road, die er bei der Siedlung Milgarra unterquert. In diesem Bereich hat der Flinders River nur geringes Gefälle und bildet zusammen mit seinen Nebenflüssen Cloncurry River und Saxby River eine breite Flussaue mit vielen, parallel laufenden Kanälen. Bald nach der Burke Developmental Road unterquert er auch den Savannah Way westlich von Normanton. In diesem Bereich beginnt das Flussdelta und der Flinders River bildet als weiteren Kanal neben dem Hauptfluss den Bynoe River aus. Beide Flusskanäle münden in etwa 15 Kilometer Abstand westlich der Kleinstadt Karumba in den Golf von Carpentaria.
Nur der Unterlauf des Flusses mit rund 120 Kilometer Länge führt ständig Wasser. Ober- und Mittellauf zeigen nur in der Regenzeit nennenswerten Wasserstand.

### Nebenflüsse mit Mündungshöhen
- Sandy Creek – 705 m
- Range Creek – 668 m
- Oak Creek – 651 m
- Morepork Creek – 596 m
- Oxley Creek – 543 m
- Humpy Creek – 491 m
- Jardine Creek – 350 m
- Galah (Porcupine) Creek – 294 m
- Canterbury Creek – 283 m
- Back Valley Creek – 264 m
- Stewart Creek – 258 m
- L-Tree Creek – 256 m
- Walker Creek – 239 m
- Codfish Creek – 233 m
- Sloane Creek – 229 m
- Gorman Creek – 210 m
- Dutton River – 206 m
- Mountain Creek – 200 m
- Hazlewood Creek – 187 m
- Stawell River – 185 m
- O’Connell Creek – 180 m
- Eurimpy Creek – 179 m
- Nonda Creek – 174 m
- Boundary Creek – 166 m
- Middle Creek – 155 m
- Mailman Creek – 140 m
- Alick Creek – 127 m
- Yambore Creek – 125 m
- Caroline Creek – 79 m
- Spring Creek – 60 m
- Cloncurry River – 30 m
- Saxby River – 17 m
- Smiths Creek – 9 m
- Bynoe River – 9 m
- Brown Creek – 5 m
- Armstrong Creek – 5 m

(Quelle:)

### Durchflossene Seen
- Flagstone Waterhole – 45 m[1]

## Natur und Landwirtschaft
An einem der Nebenflüsse, dem Galah (Porcupine) Creek, befindet sich der Porcupine-Gorge-Nationalpark. Das Land am Flinders River wird hauptsächlich zur Viehhaltung genutzt. Die flache Lehmebene, in der neben dem Flinders River auch der Leichhardt River und der Nicholson River in den Golf von Carpentaria münden, ist die Gulf Plains Important Bird Area, ein wichtiges Vogelschutzgebiet.

## Geschichte
Der Flinders River wurde von Forschern Matthew Flinders und John Lort Stokes 1841 auf ihrer Expedition mit der Beagle entdeckt.